# Карлссон-Грак, Себастиан
Себастиан Хуго Карлссон-Грак (швед. Sebastian Hugo Karlsson Grach; род. 6 мая 2001, Юрсхольм, Стокгольм) — шведский футболист, нападающий нидерландского клуба «Ден Босх».

## Клубная карьера
Является воспитанником футбольного клуба «Энскеде». В 2018 году перешёл в «Юрсхольм», где выступал за юношескую команду. Также провёл пять матчей и забил один мяч за основной состав клуба. 25 августа 2020 года перешёл в «Эстерсунд», выступающий в Аллсвенскане, но по соглашению между клубами до конца сезона продолжил выступление за прежнюю команду на правах аренды. По завершении сезона в низших дивизионах присоединился к тренировкам с «Эстерсундом». 25 апреля 2021 года в гостевой встрече с «Мальмё» Карлссон-Грак дебютировал в чемпионата Швеции, заменив на 70-й минуте Феликса Хёрберга. 15 августа в поединке против «Норрчёпинга» забил единственный мяч своей команде, что не спасло её от поражения.

## Клубная статистика
| Выступление      | Выступление      | Выступление      | Лига | Лига | Кубки | Кубки | Конт. кубки | Конт. кубки | Итого | Итого |
| Клуб             | Лига             | Сезон            | Игры | Голы | Игры  | Голы  | Игры        | Голы        | Игры  | Голы  |
| ---------------- | ---------------- | ---------------- | ---- | ---- | ----- | ----- | ----------- | ----------- | ----- | ----- |
| Эстерсунд        | Аллсвенскан      | 2021             | 15   | 1    | 1     | 0     | 0           | 0           | 16    | 1     |
| Эстерсунд        | Итого            | Итого            | 15   | 1    | 1     | 0     | 0           | 0           | 16    | 1     |
| Всего за карьеру | Всего за карьеру | Всего за карьеру | 15   | 1    | 1     | 0     | 0           | 0           | 16    | 1     |